# Mnesipenthe subcuprea
Mnesipenthe subcuprea är en fjärilsart som beskrevs av Paul Dognin 1903. Mnesipenthe subcuprea ingår i släktet Mnesipenthe och familjen mätare. Inga underarter finns listade i Catalogue of Life.